# جوناثان كينت
جوناثان كينت (3 سبتمبر 1973 في المملكة المتحدة - )  (بالإنجليزية: Jonathan Kent)‏ هو لاعب كريكت بريطاني. لعب مع Cornwall County Cricket Club ‏.